# 騰雲號
騰雲號，是台灣第一部蒸汽機車及鐵路機車，為1888年清朝台灣巡撫劉銘傳向德國霍亨索機車製造廠（Aktiengesellschaft für Lokomotivbau Hohenzollern）購入的兩部蒸汽機車之一，當時正式名稱為「騰雲一號」。其為四輪水櫃式蒸汽機車，重量16公噸，牽引力達2300公斤，是1887年該廠新製的機車。運送至台灣後，自1891年起，連同其他7輛新購蒸汽機車，行駛於基隆—臺北（大稻埕）間的臺灣鐵路。1895年進入日治時代後，騰雲號仍繼續營運於縱貫線鐵路之上，直到1924年才退休。
1999年進行大幅整修後的騰雲號，目前陳列於臺北市二二八和平紀念公園內、國立臺灣博物館本館旁作靜態展示。

## 背景
1887年，台灣首任巡撫劉銘傳響應清廷當局的新政，經欽准後，開始向台灣的地方仕紳募集資金，興建全台第一條鐵路，也是大清帝國第一條官辦鐵路，稱為臺灣鐵路。
1887年4月，鐵路自台北大稻埕開工。路線由大稻埕開始，途經錫口（今 松山）、南港、水返腳（今 汐止）、八堵，最終到達基隆，全長28.6公里，軌距為1067mm。

## 「騰雲號」與「御風號」
除了興築鐵路路線外，劉銘傳也積極購置新車。1888年2月，向德國霍亨索機車製造廠購入的兩部蒸汽機車運抵台灣。劉銘傳特別將這兩部機車分別命名為「騰雲一號」及「御風二號」。騰雲、御風之名皆來自於中文，意思為「極快速」。同年7月，騰雲號於北門外組裝，不久後的8月5日，最高速限35公里的騰雲號，開始試運轉於錫口至大稻埕間。
1891年，基隆—台北間鐵路路線順利完工，騰雲號與御風號兩部蒸氣機車開始行駛於該線路，主要功能是作為新建路線的工程用車，以及運送大稻埕碼頭的貨物。
由於清代當時沒有建立良好維修記錄與紀律，以至於444是騰雲號，445是御風號，這個編號次序可能發生錯亂。1999年3月12日台鐵維修時，從蒸汽機車的連桿上發現445這個編號，因此，今日實際保存的蒸汽機車其實是御風號，而騰雲號早在日治時期已經解體。儘管如此，台鐵在1999年6月9日鐵路節完成騰雲號整修工程，仍然重新掛上「騰雲」這個牌子，並送至國立台灣博物館大門前保存。
騰雲號採樸實工法，外型極為簡潔。出廠序號為445號的華氏0-4-0型、四輪水櫃、重量16公噸，牽引力達2300公斤的該蒸汽機車出廠時，煙囪為直筒型；1906年為了防止行進間有零星火花飛出，才將其煙囪改為鑽石型的現狀。

## 清治與日治時期的騰雲
劉銘傳向德國霍亨索購買兩部機車後，又於台北—新竹間78.1公里的新鐵路路線開通前後，先後向英國購買三～五號、掣電六號、超塵七號及攝景八號等六部同樣型式的水櫃式蒸汽機車（連結馬鞍型）。至此，基隆—新竹間共106.7公里的鐵路客運，完全由這八部機車負責。而騰雲號仍多半擔任貨物承運及調車工作。
當時清廷原有添購機車與建築新路線至台南的計劃，不過隨劉銘傳去職，繼任的邵友濂因財政困難而作罷。1895年，台灣進入日治時期，騰雲號與其他七輛蒸汽機車仍繼續在大幅改線而成的縱貫線鐵路上，負擔運輸任務，直到1924年才正式退休。

## 重整

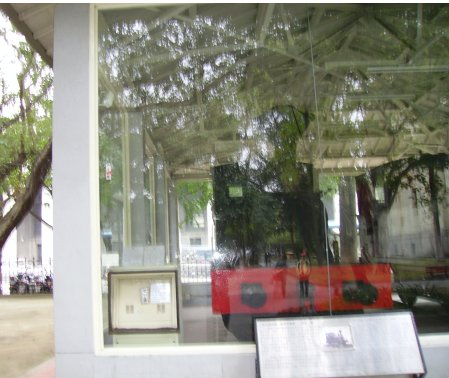
靜態展示中的騰雲號

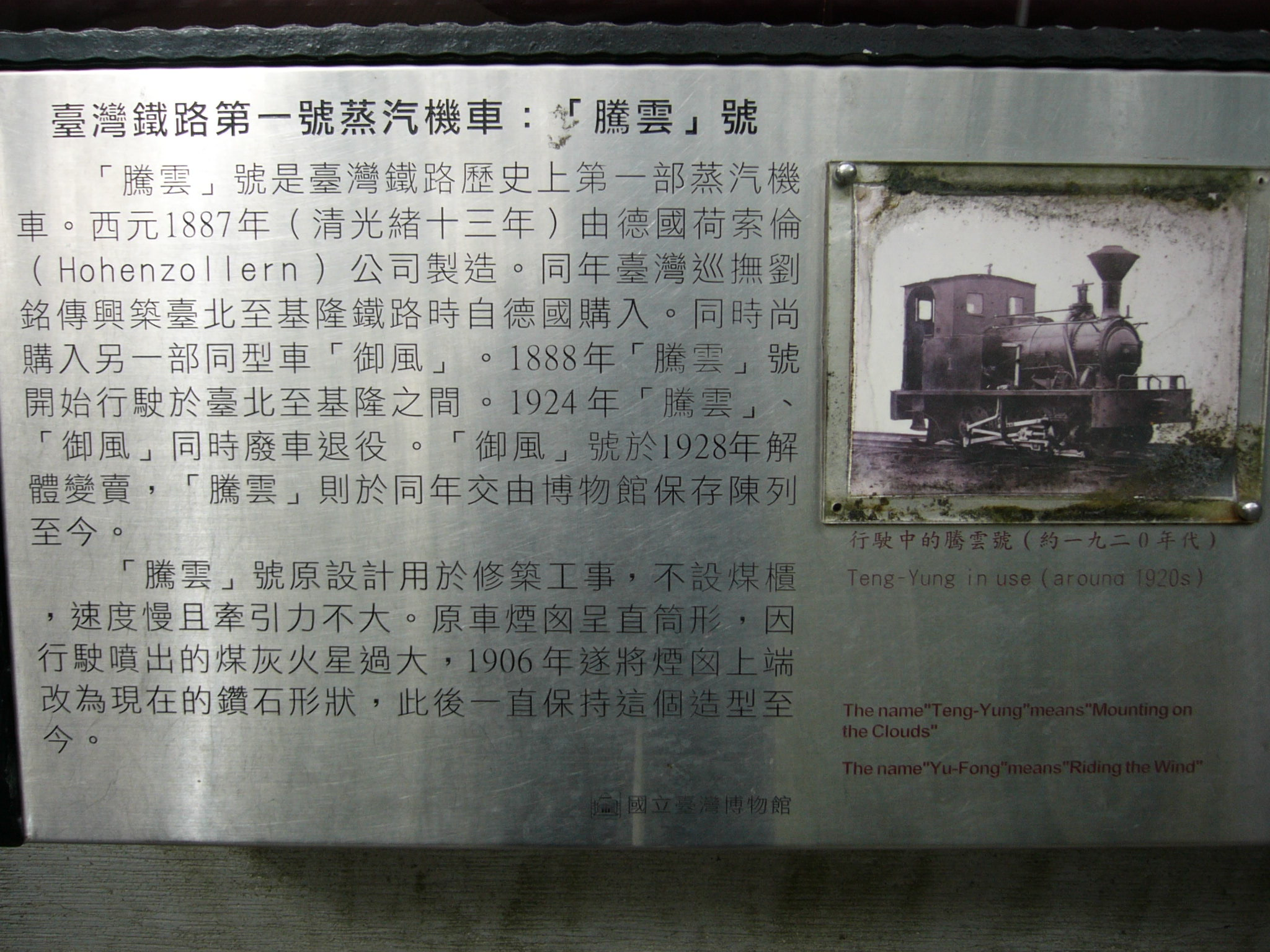
國立台灣博物館製作的騰雲號解說牌

騰雲一號於1924年退役後，直到1928年才委由台灣總督府博物館（今國立台灣博物館）保存安置於台北新公園（今二二八和平紀念公園）內，同時抵台的御風二號則解體報廢。
1928年之後，於新公園做靜態展示的騰雲一號並無任何大幅度檢修，直到1987年才首次進行大規模的翻修；不過，該次大翻修因無原廠圖面為依據，整修後與原貌稍有差距。1999年3月12日，台灣鐵路管理局為配合萬華—板橋段鐵路地下化竣工的慶祝活動，特地前往德國原廠取得原圖，並委由台北機廠進行第二度大幅度整修，以恢復原貌；不過由於為了保有整體歷史性，因此騰雲號的鍋爐並未如同CK101與CK124般以重造的新鍋爐代替，也因此騰雲號無法如CK101或CK124般重新在軌道上奔馳。
整修過後的騰雲號，仍陳列於二二八和平紀念公園作靜態展示。該展示區除了騰雲號，尚有年代更為久遠的台鐵九號蒸汽機車。
騰雲號之展示曾受過學者批評，主要由於展示地之解說牌不清、甚至過於商業化（例如投10圓硬幣可聽「騰雲號汽笛聲」，但證實是捏造）。
「騰雲號」原車煙囪呈直筒形，西元1906年（日明治三十九年），因行駛時噴出的煤灰火星，造成鐵道沿線火災沿路，遂將原來直筒形的煙囪上端改良為可收集火星的的大漏斗狀（鑽石形），並配以蒸汽噴管導引煙流，此後一直保持這個造型至今。騰雲號經台鐵整修後，鐵道文化迷各種意見爭鳴，其中對騰雲號加裝上前後兩組緩衝吸震器，意見最不一致。有謂日治時代照片証明沒有裝吸震器；有謂原廠原本是架裝有吸震器，是在後來才拆除，由其前保險桿上尚有螺絲痕可証。然經查証德國原廠保存的原設計圖，証明該型蒸汽機關車為勝利型（Victory Type） ，原設計是有前後兩組緩衝吸震器無誤；經由考據証明整修過的騰雲號是與原設計圖吻合，日治時代騰雲號的照片則為拆除緩衝吸震器之後。

## 紀念

### 複製版騰雲號

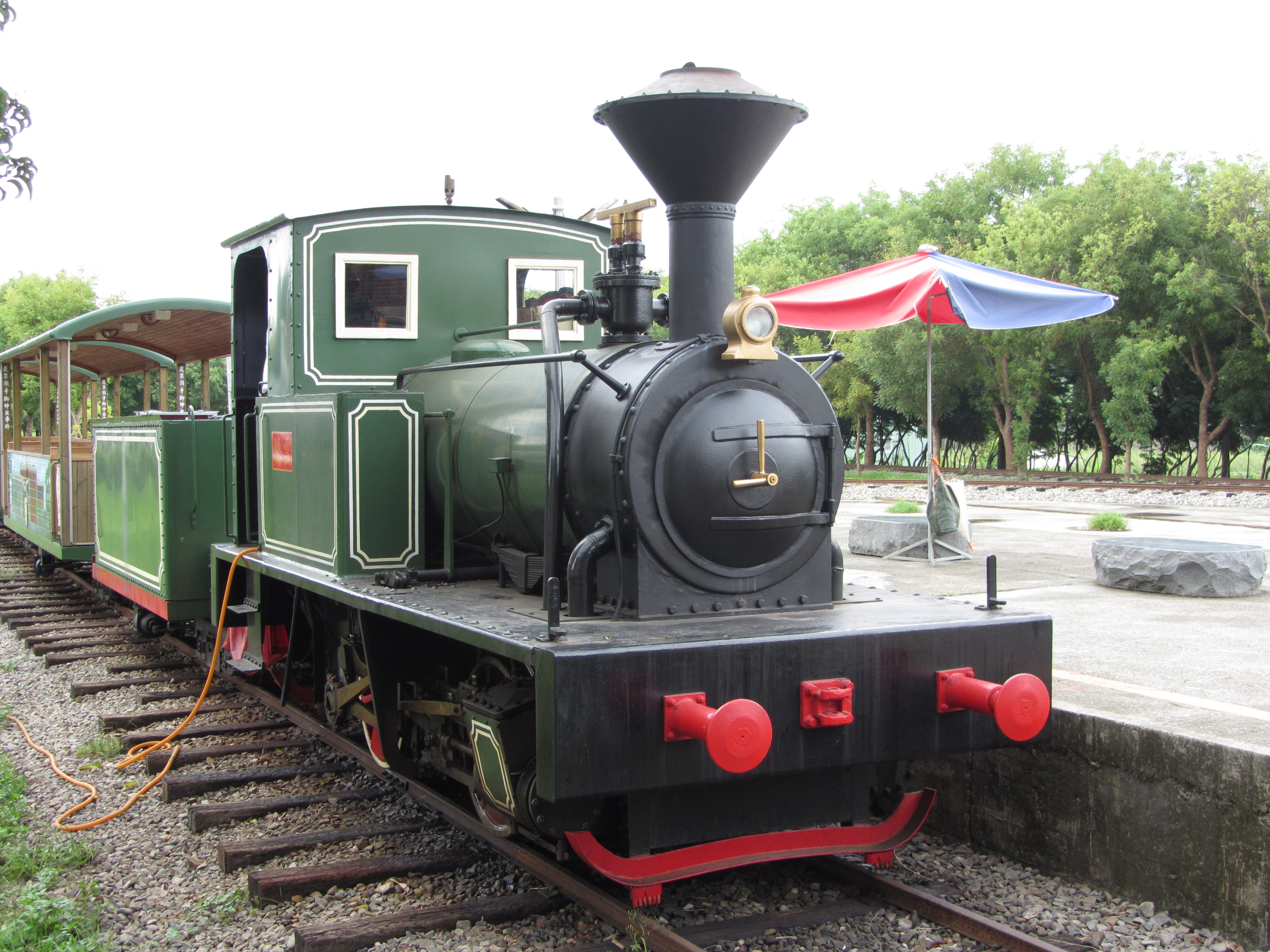
位於東勢客家文化園區的複製版騰雲號。

2008年初，臺中縣東勢鎮東勢客家文化園區（原東勢車站）的經營者委託杭州嘉遠鐵路技術服務公司以騰雲號為原型複製一台等比例蒸氣機車，但燃料使用柴油，並於2009年5月送抵東勢。2011年8月31日正式啟用。

### 騰雲座艙

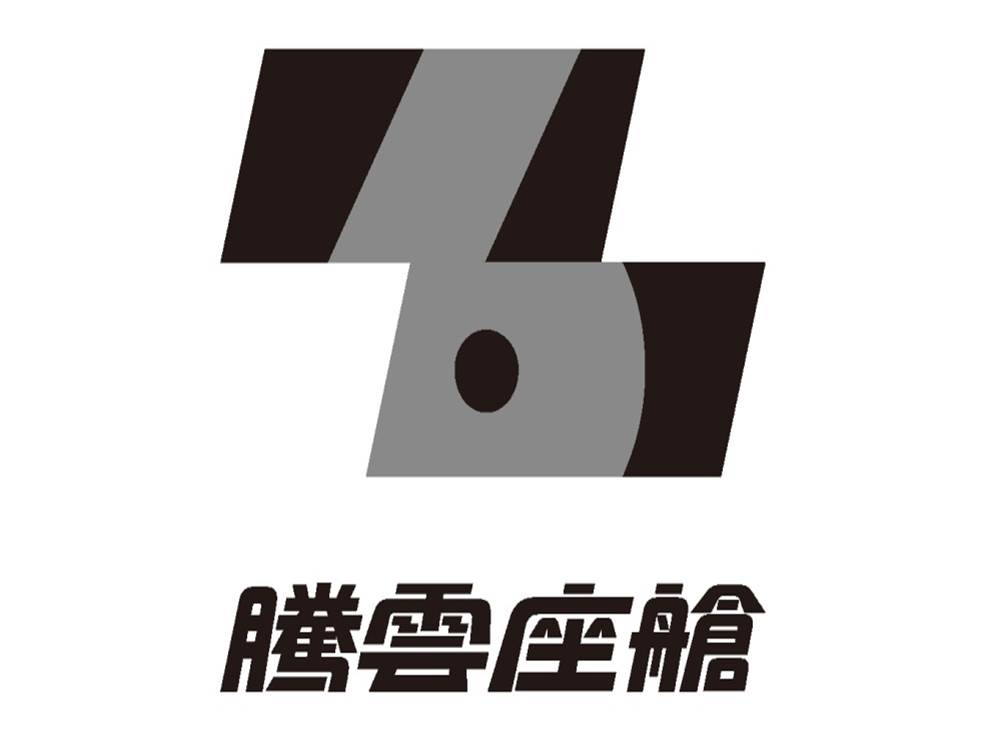
騰雲座艙標誌

2021年臺灣鐵路管理局新購入的EMU3000型電聯車（新自強號），其第六節商務艙車廂命名經票選結果為「騰雲座艙」，以紀念臺灣第一輛火車騰雲號。

### 引用
1. ↑  若單以存在時間來計算，台鐵九號的歷史較騰雲號更為悠久；但台鐵九號係於日治時代引進台灣，故在台灣的服役時間晚於騰雲號。
2. ↑  路怡珍. . TVBS. 2010-06-21  [2017-09-21]. （原始内容存档于2019-12-04）. （页面存档备份，存于）
3. ↑  . dailynews.sina.com. 北美新浪.   [2017-09-21]. （原始内容存档于2016-03-04）. （页面存档备份，存于）

### 書目
- 壽俊仁主編，《台灣鐵路百週年紀念》，1987，台北，台灣鐵路管理局
- 《台鐵資料－120週年專刊》

## 外部連結
- 台鐵官方網站
- 台灣蘋果日報 鐵道迷注目 蒸汽火車騰雲號CK124 暑假歡樂上路[永久]
- TRC新聞 首輛蒸汽火車頭復刻版 重現東勢[永久]
- TRC新聞 杭州受委託 仿製台灣最早蒸汽火車[永久]
- TRC新聞 蒸汽火車復駛 騰雲號復刻上路
- 台灣蘋果日報 停駛20年 蒸汽火車返東勢[永久]
- 東勢的騰雲號 終於復駛了 （页面存档备份，存于） 蘇昭旭老師的全球鐵道視野部落格